# Jack Hunter et le Trésor perdu d'Ugarit
Pour plus de détails, voir Fiche technique et Distribution.
Jack Hunter et le Trésor perdu d'Ugarit (Jack Hunter and the Lost Treasure of Ugarit) est une mini-série américaine réalisée en 2008 par Terry Cunningham, composée de trois téléfilms, diffusés pour la première fois en Italie le 23 décembre 2008, en France, les 28, 29 et 30 décembre 2009 sur M6, et finalement aux États-Unis le 31 juillet 2010 sur Syfy.

## Synopsis
Après avoir exhumé une tablette Ugarit en Syrie, l’archéologue Shaffer, passionné de civilisation égyptienne, est assassiné et sa découverte, dérobée. Son jeune ami Jack Hunter, chasseur de trésor, part sur les traces de l’antiquité disparue. Il fait équipe avec Nadia, historienne, lorsqu’il croise son pire ennemi, Albert Littmann, également à la recherche de l’artefact, doté d’un pouvoir immense.

## Distribution
- Ivan Sergei (VF : Adrien Antoine) : Jack Hunter
- Joanne Kelly (VF : Françoise Cadol) : Nadia Ramadan
- Thure Riefenstein (VF : Jérôme Keen) : Albert Littmann
- Susan Ward (VF : Caroline Beaune) : Liz
- Mario Naim Bassil (VF : Constantin Pappas) : Tariq
- Muhammed Cangören (tr) : Ali (épisode 1)
- Michael Halphie : Armen Antaki (épisode 3)

## Épisodes
1. Jack Hunter et le Trésor perdu d’Ugarit (Jack Hunter and the Lost Treasure of Ugarit)
2. Jack Hunter et le Tombeau d’Akhenaton (Jack Hunter and the Quest for Akhenaten's Tomb)
3. Jack Hunter et l’Œil de l’astre (Jack Hunter and the Star of Heaven)